# Hunan Television
Hunan Television eller Hunan TV (kinesiska: 湖南卫视; pinyin: Húnán Wèishì) är en provinsiell satellitsänd TV-station. De började sända i januari 1997 och har idag näst flest tittare av TV-kanaler i Kina, efter CCTV-1, ägt av statliga China Central Television. Stundom har Hunan STV haft fler tittare än CCTV-1. Hunan TV når största delen av Kina, inklusive Macau, Hongkong, Taiwan och (som Hunan STV World) i Nordamerika, Japan, Australien, Europa. Sedan den 28 september 2009 sänder kanalen med standardupplöst bildkvalitet.

## Sända TV-program i urval
- Eurovision Song Contest
- Happy Camp
- Super Girl
- Super Boy
- Where Are We Going, Dad?
- I Am a Singer/Singer (kinesiskt TV-program)
- Day Day Up
- Who's the Keyman?
- Come Sing with Me
- Back to Field